# فوهة فرا ماورو

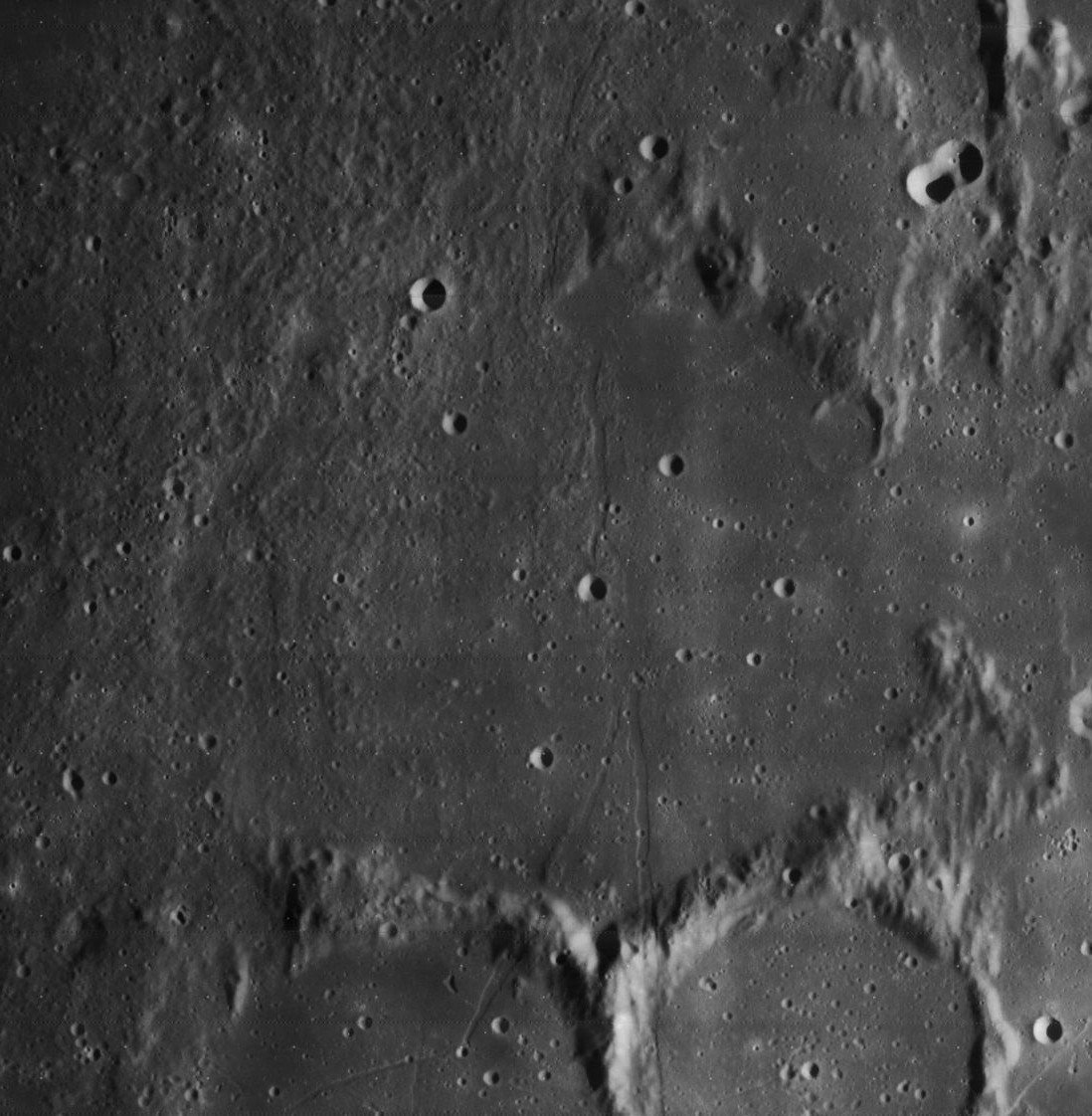
صورة لفوهة فرا ماورو
(6. 0°S 17.0°W) من بعثة أبولو 14

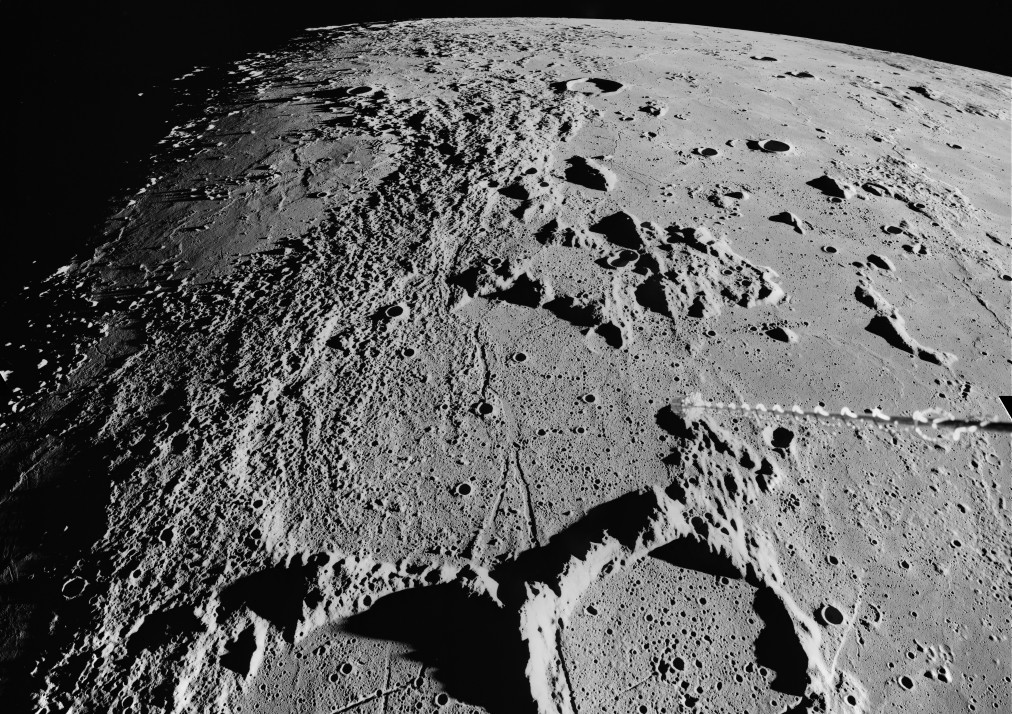
مقطع أفقي لفوهة فرا ماورو من بعثة أبولو 16

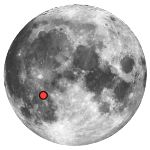
موقع فوهة فرا ماورو

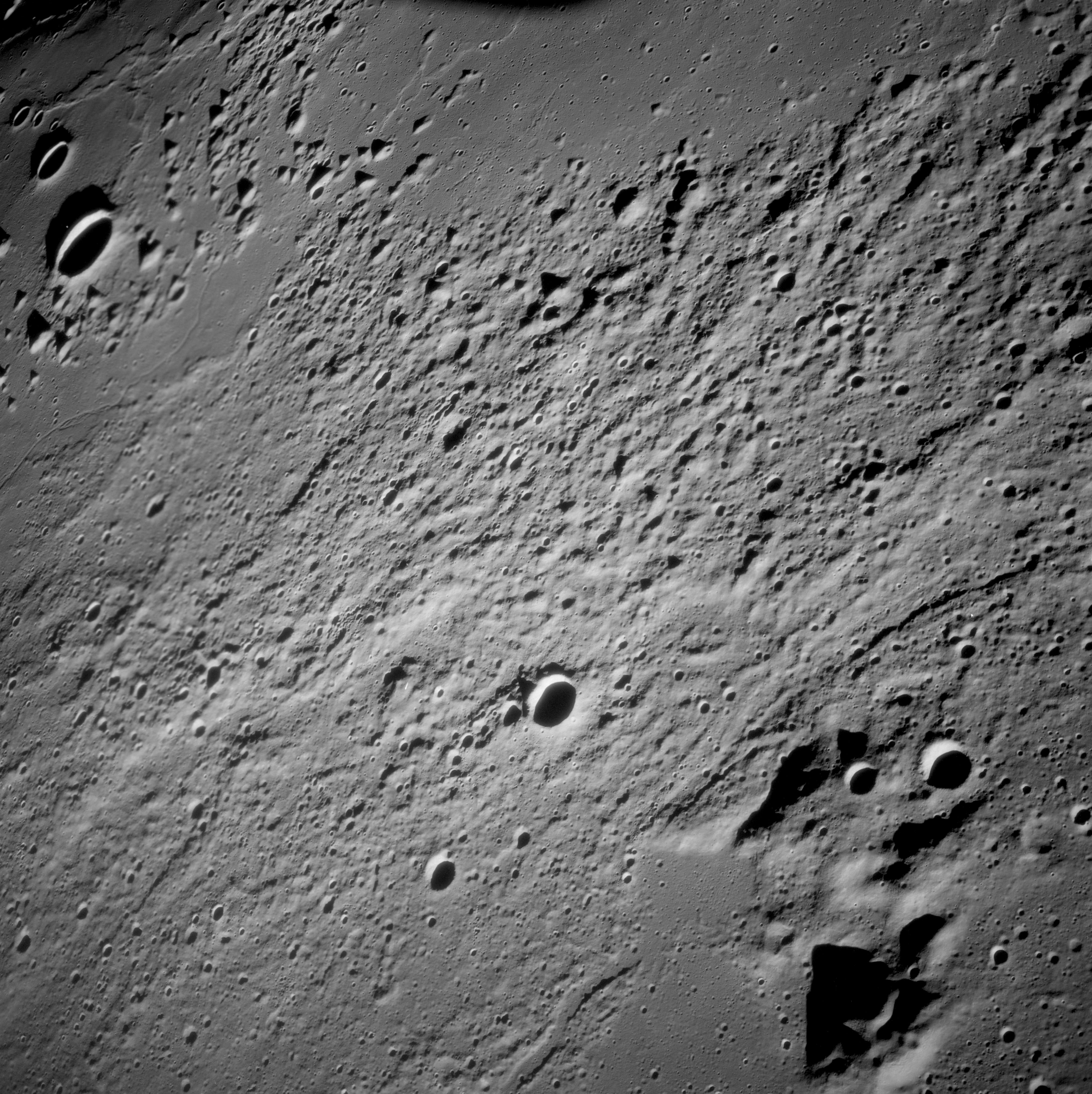
صورة لمجموعة فرا ماورو من بعثة أبولو 12

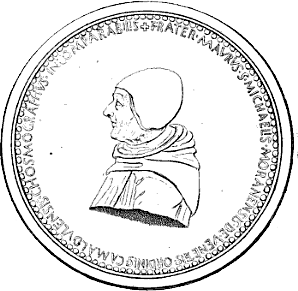
الراهب ورسام الخرائط الإيطالي فرا ماورو

فوهة فرا ماورو (6.0°S 17.0°W) هي بقايا فوهة بالية من مجموعة سهول قمرية على شكل سور. وتعتبر جزءا من مجموعة فرا ماورو المحيطة بها، تقع الفوهة على الناحية الشمالية الشرقية من فوهة ماري كوجنيتوم وجنوب شرق ماري انسلورام. سميت تكريما للراهب ورسام الخرائط الإيطالي فرا ماورو.

## الوصف
يبلغ قطر الفوهة حوالي 95 كيلومتر، وإحداثيها القمري 17° من شروق الشمس. 

تتصل حافتها الجنوبية بفوهتي بونبلان وباري مكونين جدران بها انبعاج من الداخل. الجزء المتبقي من حواف الفوهة متآكل بدرجة كبيرة، مع شقوق كبيرة من آثار العوامل البئية وفتحات كبيرة في الجدران الشمالية والشرقية. تتميز الفوهة ببروز حافتها في الجانب الجنوب الشرقي والتي تشاطر فيه جدار مع فوهة باري، أما باقي الحواف فتتكون من ارتفاعات أكثر انخفاضا وغير منتظمة.
يبلغ أقصى ارتفاع لحواف الفوهة ما يقرب من 0.7 كيلومتر.
تم غمر سطح وقاع الفوهة بالحمم البازلتية. ويتميز سطحها بأنه شبة مقسم من الشقوق إلى نصفين جزء شمالي وجزء جنوبي. كما لا توجد ذروة مركزية للفوهة على الرغم من وجود فوهة صغيرة تسمى فوهة فرا ماورو E تقع تقريبا في منتصف الفوهة.

## بعثات أبولو
كانت شمال فوهة فرا ماورو هي مقر هبوط بعثة أبولو 13 المشؤومة، والتي فشلت وتم هجرها بسبب انفجار خزان الأكسجين على متن المركبة الفضائية، ليعود الطاقم في وقت لاحق بسلام إلى الأرض.
سريعا ما تم العمل على تجهيز البعثة التالية والمعروفة باسم أبولو 14 لتنجح في الهبوط بجوار الفوهة. قام طاقم أبولو 14 (ألان شيبارد وإدجار ميتشيل) بأخذ عينات ومدملكات لدراستها على سطح الأرض.

## فوهات القمر الصناعي
لرسم خريطة مماثلة لفوهات القمر يتم وضح حروف على كل جانب من جوانب الفوهة ومركزها لكل حرف منهم دلاله معينة.
| فرا ماورو | خط طول | خط عرض  | القطر      |
| --------- | ------ | ------- | ---------- |
| A         | 5.4° S | 20.9° W | 9 كيلومتر  |
| B         | 4.0° S | 21.7° W | 7 كيلومتر  |
| C         | 5.4° S | 21.6° W | 7 كيلومتر  |
| D         | 4.8° S | 17.6° W | 5 كيلومتر  |
| E         | 6.0° S | 16.8° W | 4 كيلومتر  |
| F         | 6.7° S | 16.9° W | 3 كيلومتر  |
| G         | 2.2° S | 16.3° W | 6 كيلومتر  |
| H         | 4.1° S | 15.5° W | 6 كيلومتر  |
| J         | 2.6° S | 18.6° W | 3 كيلومتر  |
| K         | 2.5° S | 16.7° W | 6 كيلومتر  |
| N         | 5.3° S | 17.4° W | 3 كيلومتر  |
| P         | 5.4° S | 16.5° W | 3 كيلومتر  |
| R         | 2.2° S | 15.6° W | 3 كيلومتر  |
| T         | 2.1° S | 19.3° W | 3 كيلومتر  |
| W         | 1.3° S | 16.8° W | 4 كيلومتر  |
| X         | 4.5° S | 17.3° W | 20 كيلومتر |
| Y         | 4.1° S | 16.7° W | 4 كيلومتر  |
| Z         | 3.8° S | 14.6° W | 5 كيلومتر  |

## صور

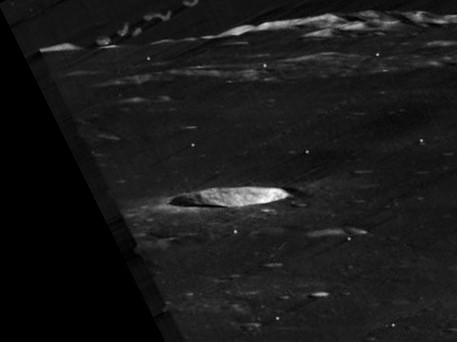
مقطع أفقي لفوهة فرا ماورو من إحدي المركبات الفضائية

## وصلات خارجية
- فوهة فرا ماورو
- فوهة فرا ماورو-2
- فوهات القمر
- بعثة أبولو 14
- بعثة أبولو 14 - فوهة فرا ماورو
- الهبوط بالقرب من فوهة فرا ماورو